# 420 (vela)
El 420 es una clase internacional de embarcación a vela diseñada por Christian Maury en 1960. Debe su nombre a las medidas de su eslora. Tiene unas formas redondeadas y planas que aseguran unos buenos planeos y altos rendimientos con vientos de popa.
Al tener trapecio y spinakker se consiguen unas buenas prestaciones. Aunque no es un barco de iniciación, no requiere un nivel avanzado para su manejo, por lo que resulta ser un buen barco de desarrollo del aprendizaje para regatistas de nivel intermedio, y el mejor paso para luego navegar en la clase 470, su "hermano mayor". La clase está implantada a nivel internacional, con más de 56.000 unidades alrededor del mundo.

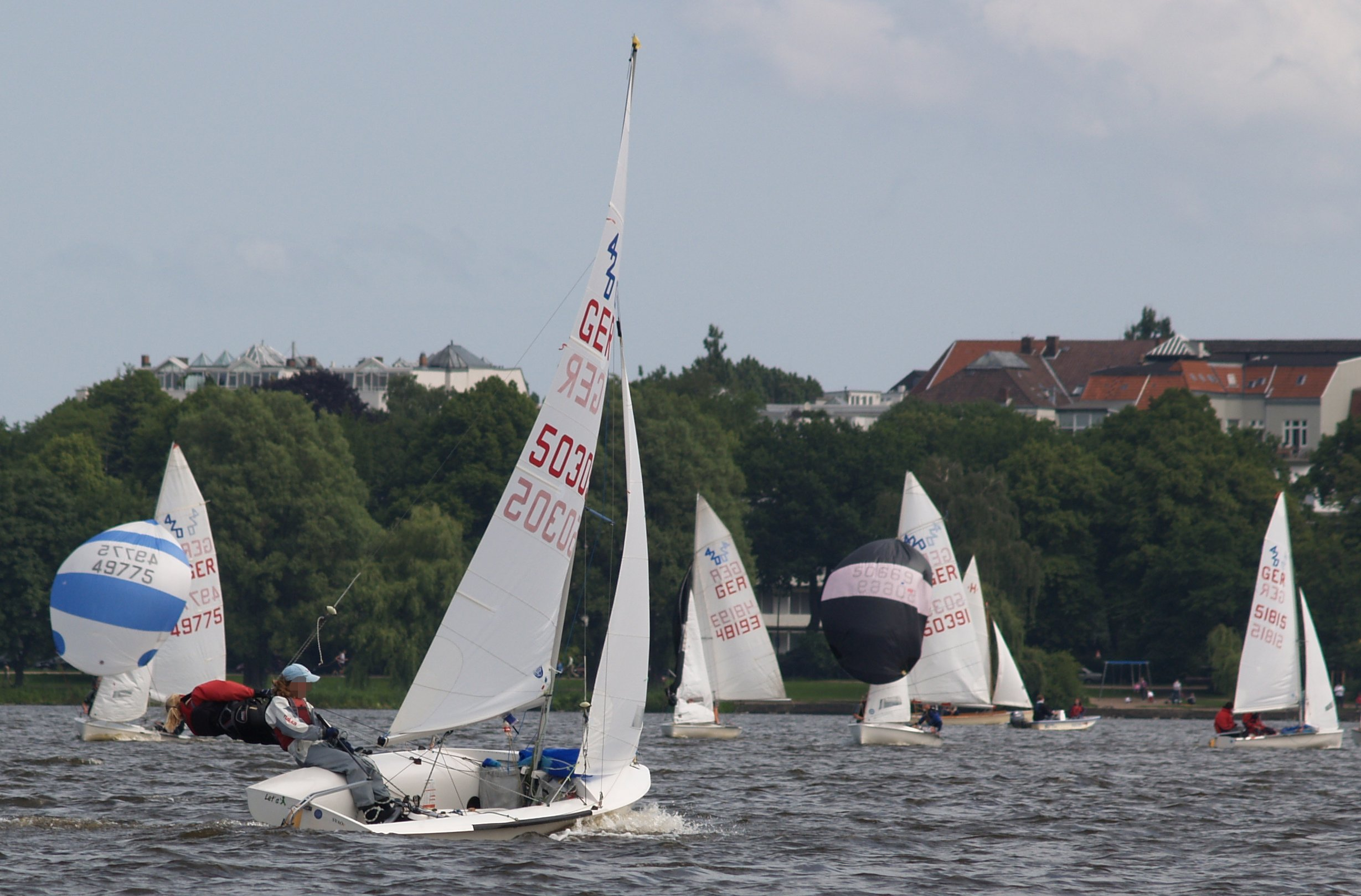
Regata de 420s.